# Rho Geminorum
Rho Geminorum (62 Geminorum) é uma estrela na direção da constelação de Gemini. Possui uma ascensão reta de 07h 29m 06.61s e uma declinação de +31° 47′ 02.7″. Sua magnitude aparente é igual a 4.16. Considerando sua distância de 60 anos-luz em relação à Terra, sua magnitude absoluta é igual a 2.82. Pertence à classe espectral F0V.